# Drosophila appendiculata
Drosophila appendiculata är daggfluga som finns i södra Chile och en liten del av Argentina. Arten beskrevs av John Russell Malloch 1934 och är den enda arten i undersläktet Chusqueophila.

## Etymologi
Undesläktets namn Chusqueophila kommer av att D. appendiculata är vanlig nära växtsläktet Chusquea.

## Taxonomi och släktskap
D. appendiculata är den enda art som ingår i undersläktet Chusqueophila. Placeringen beror bland annat på grund av artens unika vingmönster, det är inte känt hur släktskapet med andra arter inom släktet Drosophila ser ut.

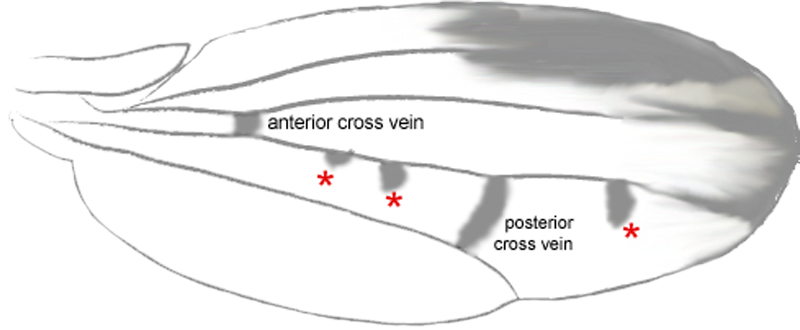
Vingens mönster vilket skiljer sig från alla andra arter inom släktet Drosophila.

## Utseende
D. appendiculata är relativt stor och gulaktig i färgen. Unikt för arten är att den har tre partiella vener i vingen, detta urskiljer den från andra arter inom Drosophila.

## Utbredning
D. appendiculata har hittats i Chile från La Serena i norr till Aisen i söder och även i en liten del av Argentina. Arten har den sydligaste utbredningen av alla arter inom Drosophila i Chile..

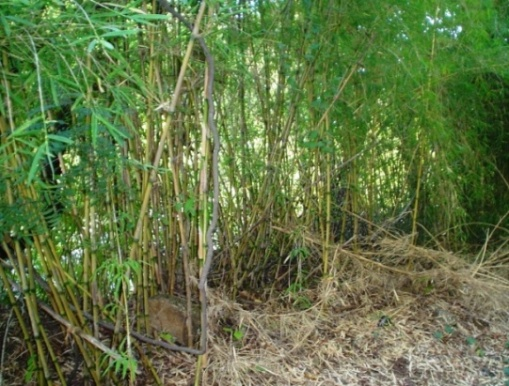
Chusquea culeou, en bambuart som är vanlig i D. appendiculatas habitat.

## Ekologi
Arten lever bland växter i närheten av bäckar och floder, speciellt vanlig där mycket bambu inom släktet Chusquea växer. Arten lägger ägg i den vanliga typ av föda som används för bananfluga och många andra Drosophila i laboratorium men ingen har hittills lyckats föda upp D. appendiculata i laboratoriemiljö.